# Hosakote, Sira
Hosakote là một làng thuộc tehsil Sira, huyện Tumkur, bang Karnataka, Ấn Độ.